# Nieuwenhofwal
De Nieuwenhofwal, correcter: Nieuwenhofmuur,  is een deel van een stadsmuur in de Nederlandse stad Maastricht. De muur is in de 14e eeuw gebouwd als onderdeel van de tweede middeleeuwse stadsomsluiting van Maastricht en is gelegen aan de Nieuwenhofstraat (Jekerkwartier) en langs de zuidelijke Jekertak in het Stadspark Maastricht. De Nieuwenhofwal is een rijksmonument.

## Geschiedenis

### Bouw tweede enceinte en Nieuwenhofwal
Nadat de eerste middeleeuwse stadsmuur uit het tweede kwart van de dertiende eeuw al na enkele decennia te krap bleek, besloot men vanaf circa 1294 de langs de uitvalswegen ontstane voorsteden binnen een nieuw te bouwen enceinte (stadsomsluiting) te brengen. De nieuwe omsluiting werd in 1380 in gebruik genomen, hoewel er nog tot circa 1500 aan gebouwd werd. De tweede stadsmuur op de linker Maasoever had een lengte van 4,4 km, inclusief ca. 900 m van de eerste muur, voornamelijk langs de Maas. De hoogte varieerde van 6 tot 9 m. Er kwamen vijf nieuwe land- of veldpoorten en twee waterpoorten. Daarnaast bleven de bestaande Maaspoorten in functie, en tot aan het einde van de 15e eeuw ook de Helpoort. De eerste stadsmuur bleef nog tot de 17e eeuw als reserveverdedigingslinie in gebruik.
Aanvankelijk bestond de nieuwe enceinte uit een aarden wal met palissade en waar mogelijk een natte gracht. Bij de zuidelijke stadswal fungeerde het riviertje de Jeker als gracht. Elders werd Maaswater benut en op de hogere gebieden werd volstaan met droge grachten. De geleidelijke verstening van de wal strekte zich uit over een groot deel van de 14e en 15e eeuw. De nieuwe stadspoorten waren wel al van meet af aan van steen, meestal blauwe hardsteen. Voor het onderhoud en de verdediging van de muren en wallen werden de kerspels ingezet.
Het Nieuwenhofpoortje wordt voor het eerst genoemd in een schepenbrief van het kapittel van Sint-Servaas in 1374. Aangenomen mag worden dat de stadsmuur ter plaatse toen voltooid was. De huidige naam van de muur en de parallel daaraan lopende Nieuwenhofstraat verwijst naar de nabije Nieuwenhof, een begijnhof, later klooster, nog later weeshuis en tegenwoordig University College Maastricht. De Nieuwenhof lag aanvankelijk buiten de stadsomsluiting, maar moest in 1465 worden afgebroken in verband met een verwachte aanval van de Luikenaren. Het begijnhof werd daarna op een veiliger plek ten noorden van de Nieuwenhofwal heropgebouwd.

### Uitbouw van de vesting

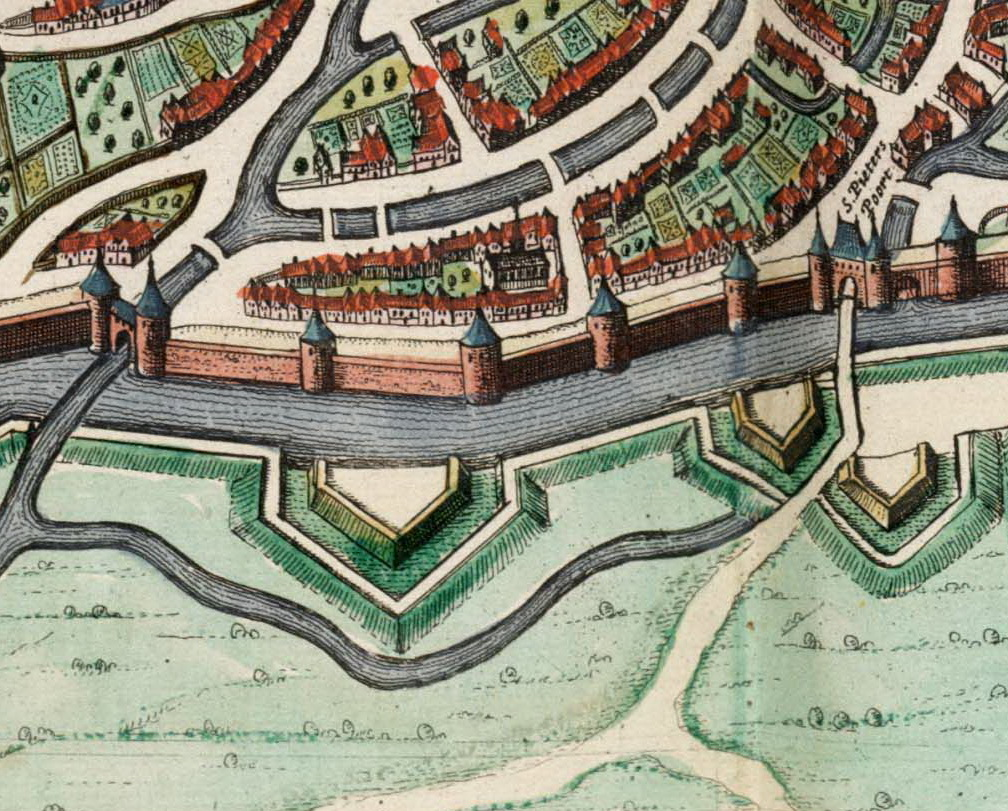
Nieuwenhofwal met vier muurtorens, Atlas van Loon, 1649

Volgens de Maastrichtse humanist en eerste stadshistoricus Herbenus (1451-1538) werd het Nieuwenhofpoortje, een poterne in de muur die toegang gaf tot het oude begijnhof, vóór 1485 dichtgemetseld. Waarschijnlijk werden rond dezelfde tijd (midden 15e eeuw?) de muurbogen aan de stadszijde met grove mergelblokken dichtgemetseld. Op kaarten van Maastricht uit de 16e-19e eeuw ontbreekt het Nieuwenhofpoortje. Op de plattegrond in de bekende Atlas van Loon zijn tussen De Reek en de Sint-Pieterspoort vier ronde torens met puntdaken te herkennen. In werkelijkheid waren deze torens halfrond en hadden ze in deze tijd hun torenspitsen reeds verloren. In de zomer van 1505 stortte een deel van de Nieuwenhofmuur in door de overstroming van de Jeker.
Door de veranderde oorlogsvoering met zwaarder geschut bleken de stadsmuren rond het midden van de 16e eeuw niet meer te voldoen. In 1543 maakten drie Maastrichtenaren in opdracht van het stadsbestuur een studiereis naar de Brabantse steden Brussel, Leuven en Antwerpen. Geld voor een geheel nieuwe omsluiting met stomphoekige bastions, zoals in de rijke handelsstad Antwerpen, was er niet. Besloten werd het voorbeeld van Brussel te volgen en de muren aan de stadszijde te verstevigen met aarden wallen. Enkele bewoners van huizen vlak bij de Nieuwenhofwal protesteerden tevergeefs tegen deze plannen. Als gevolg van deze werkzaamheden werden de muurbogen en het Nieuwenhofpoortje geheel aan het oog onttrokken. Tevens werden de muurtorens verlaagd tot het niveau van de stadsmuur en vervolgens volgestort met aarde. In feite werden de torens omgebouwd tot rondelen, zodat ze dienst konden doen als schietplatform voor zwaardere kanonnen.
Door de gestaag uitdijende buitenwerken raakte de stadsmuur vanaf eind 16e eeuw steeds meer ingekapseld, wat op de bekende maquette van Maastricht goed te zien is. Bij de Nieuwenhofwal bleef het aantal buitenwerken beperkt, omdat zich hier een moerasachtig gebied in de Jekerdelta bevond, de zogenaamde Kommen. Door de bouw van het Fort Sint Pieter in 1702 was het gebied beter beschermd. In de tweede helft van de 18e eeuw werden de vestingwerken onder directeur der fortificaties Pieter de la Rive verder uitgebreid en werden aan de zuidzijde van de stad diverse bastions en lunetten bijgebouwd. In 1764 werd begonnen met het uitdiepen van het inundatiegebied De Kommen en, direct ten zuiden hiervan, de bouw van de bastions Jeker en Brunswijk en het lunet Cassel. Direct buiten de Nieuwenhofwal werden in 1768-'69 de 'lunetten van de Nieuwenhof' aangelegd.

### Ontmanteling vesting en restauratie Nieuwenhofwal
Na de opheffing van de vestingstatus in 1867 werd de vesting Maastricht in opdracht van het Ministerie van Oorlog ontmanteld, waarna de gronden werden overgedragen aan de Dienst der Registratie en Domeinen voor verdere sloop en herbestemming. De nog functionerende stadspoorten, die onder de zeggenschap van het gemeentebestuur vielen, werden tussen 1867 en 1870 als eerste gesloopt. De afbraak van de stadsmuren zou nog tot de jaren 1930 doorgaan. Door toedoen van Victor de Stuers en anderen bleven hier en daar delen van de eerste en tweede stadsmuur gespaard, zoals de Helpoort en omgeving, maar ook de Nieuwenhofwal met het Nieuwenhofpoortje. In 1919 werden de lunetten van de Nieuwenhof gesloopt, waarna op het vrijgekomen terrein de Tapijnkazerne werd gebouwd. De smalle strook langs de Jeker tussen het kazerneterrein en de Nieuwenhofwal werd aan het Stadspark toegevoegd. Hier werd onder meer een hertenkamp gerealiseerd.
In 1908-1909 werd de aarden wal aan de stadszijde van de Nieuwenhofwal afgegraven, waarna hier de Nieuwenhofstraat werd aangelegd. Een deel van deze wal werd in de volksmond Konijnenberg genoemd. Door het verdwijnen van de aarden wal kwamen het Nieuwenhofpoortje en de stenen trap naar de weergang boven op de stadsmuur na 350 jaar weer aan het daglicht. De stadsmuur werd gerestaureerd en de dichtgemetselde poterne opnieuw geopend, hoewel afgesloten met een hek, aangezien aan de veldzijde een brug ontbrak. De houten voetgangersbrug over de Jeker, alsmede de wandelplaats boven op de wal ten oosten van het Nieuwenhofpoortje, werden tijdens de bezettingsjaren 1940-1944 gerealiseerd. Drijvende kracht hierachter was de historicus Charles Thewissen.

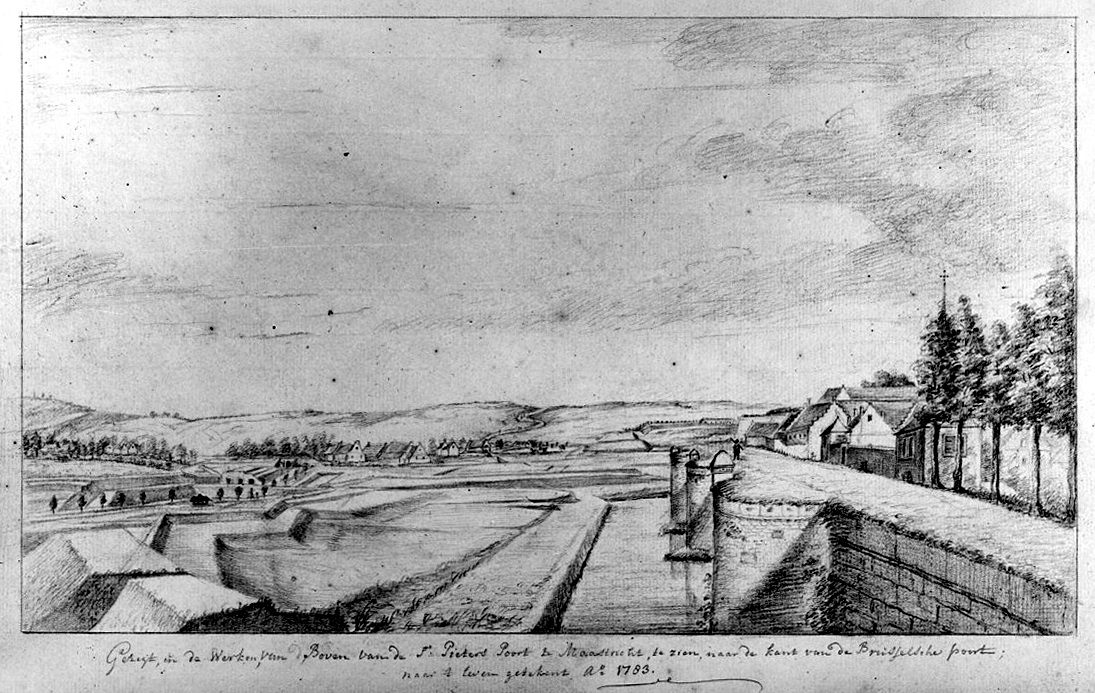
Nieuwenhofwal en Jeker vanaf de Sint-Pieterspoort, 1789
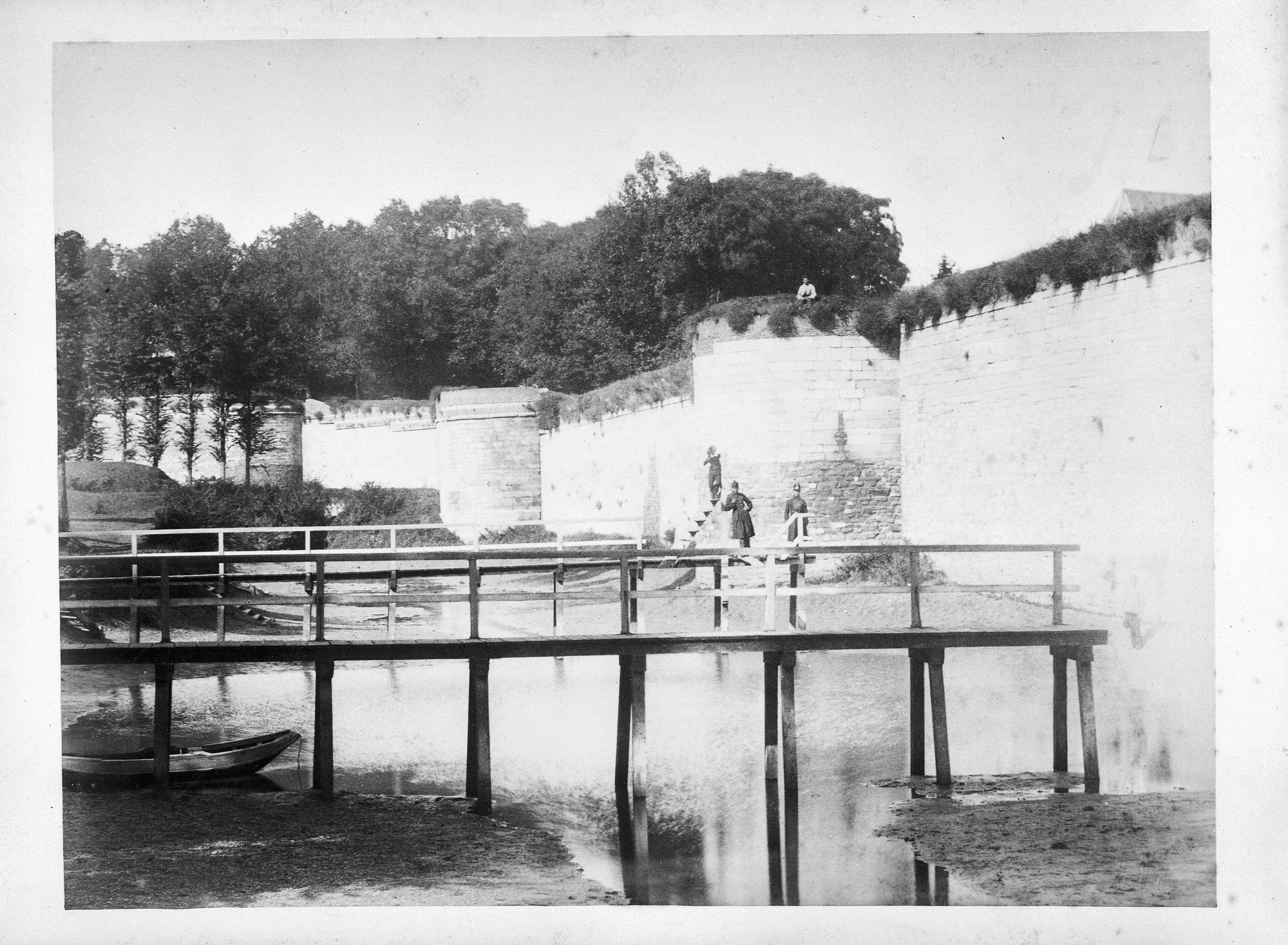
Veldzijde muur met afgebroken waltoren (rechts), 1884
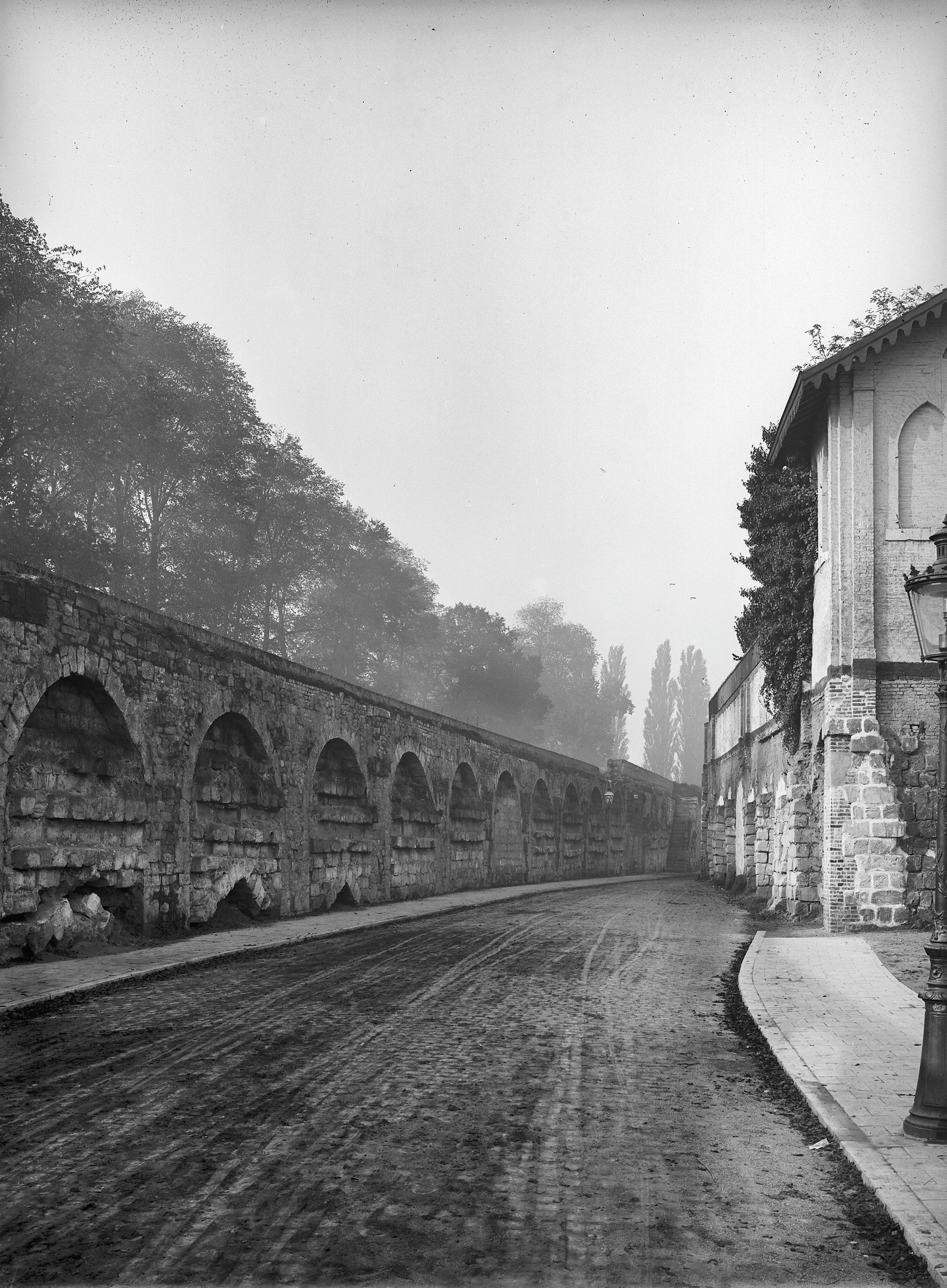
Nieuwenhofstraat met stadszijde muur, 1912
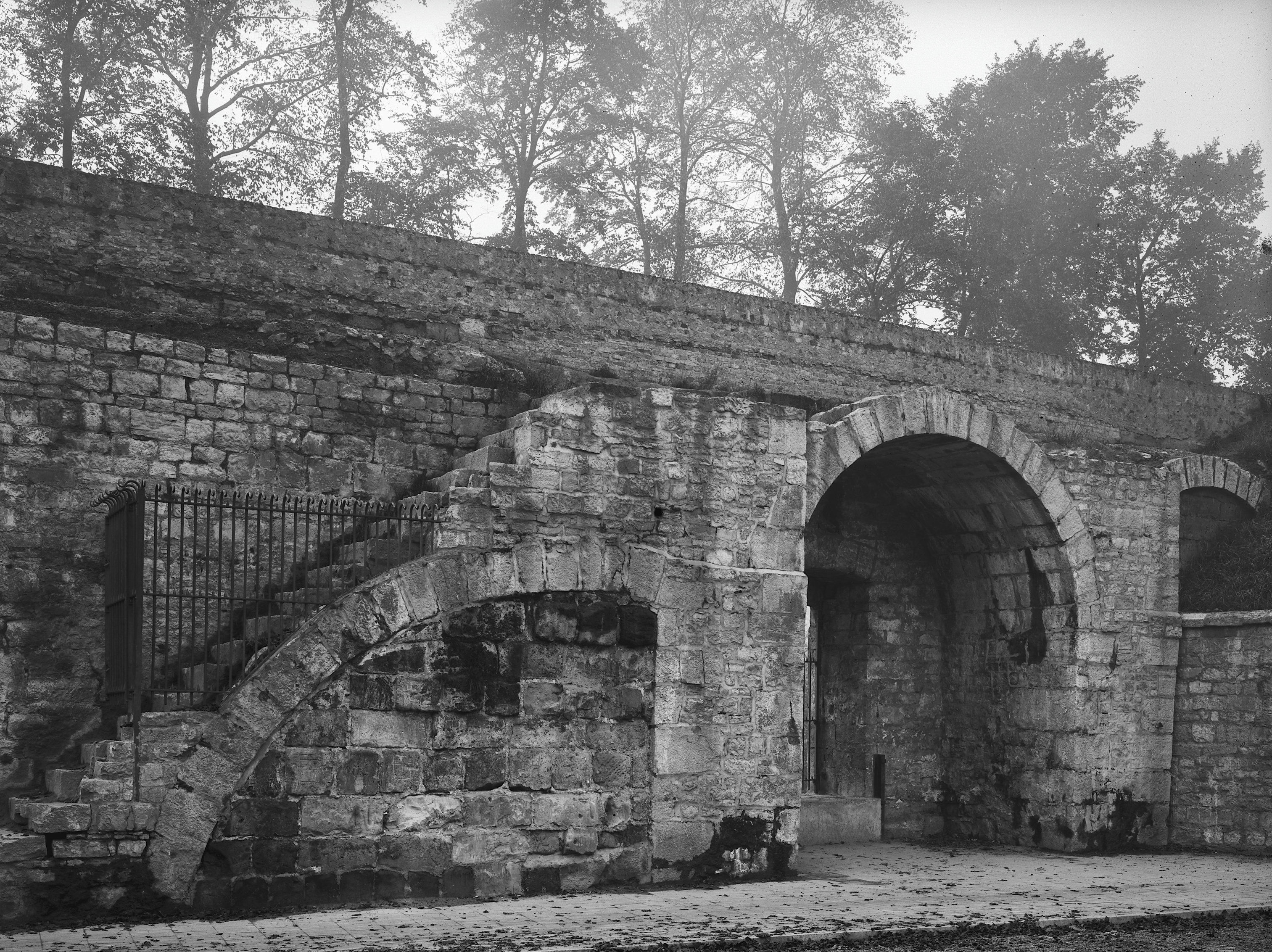
Nieuwenhofpoortje en trap naar weergang, 1912

## Cultuurhistorisch erfgoed

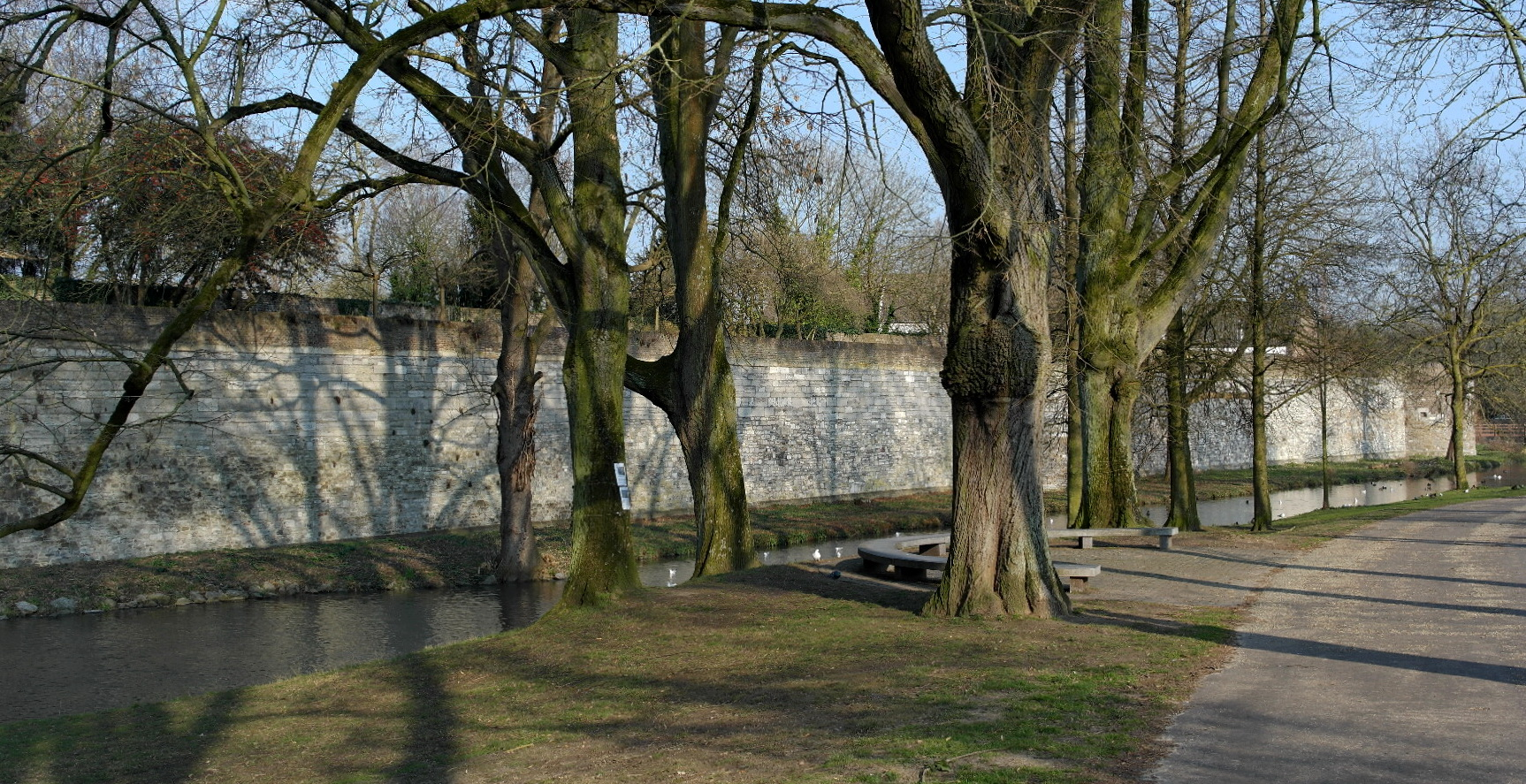
Westelijk deel Nieuwenhofwal

### Parkzijde Nieuwenhofwal
De Nieuwenhofwal strekt zich aan de zijde van het Stadspark Maastricht uit tussen de waterpoort De Reek en de voormalige Sint-Pieterspoort. De zuidelijke tak van de Jeker fungeert hier als stadsgracht. Ter hoogte van het Nieuwenhofpoortje ligt een voetgangersbrug. De muur is grotendeels van Naamse steen met een lage borstwering van baksteen. Van de vier oorspronkelijke halfronde muurtorens zijn er nog drie over. De westelijke en middelste toren zijn deels van Naamse steen met een onderbouw van breuksteen (onder andere kolenzandsteen) en een borstwering van baksteen. Het onderste deel van de rondeeltorens is waarschijnlijk 14e-eeuws. De verder naar het oosten gelegen toren van Limburgse mergel is later vernieuwd. De toren die ten oosten daarvan stond, is ingestort maar de plaats is door de baksteeninvulling goed herkenbaar.

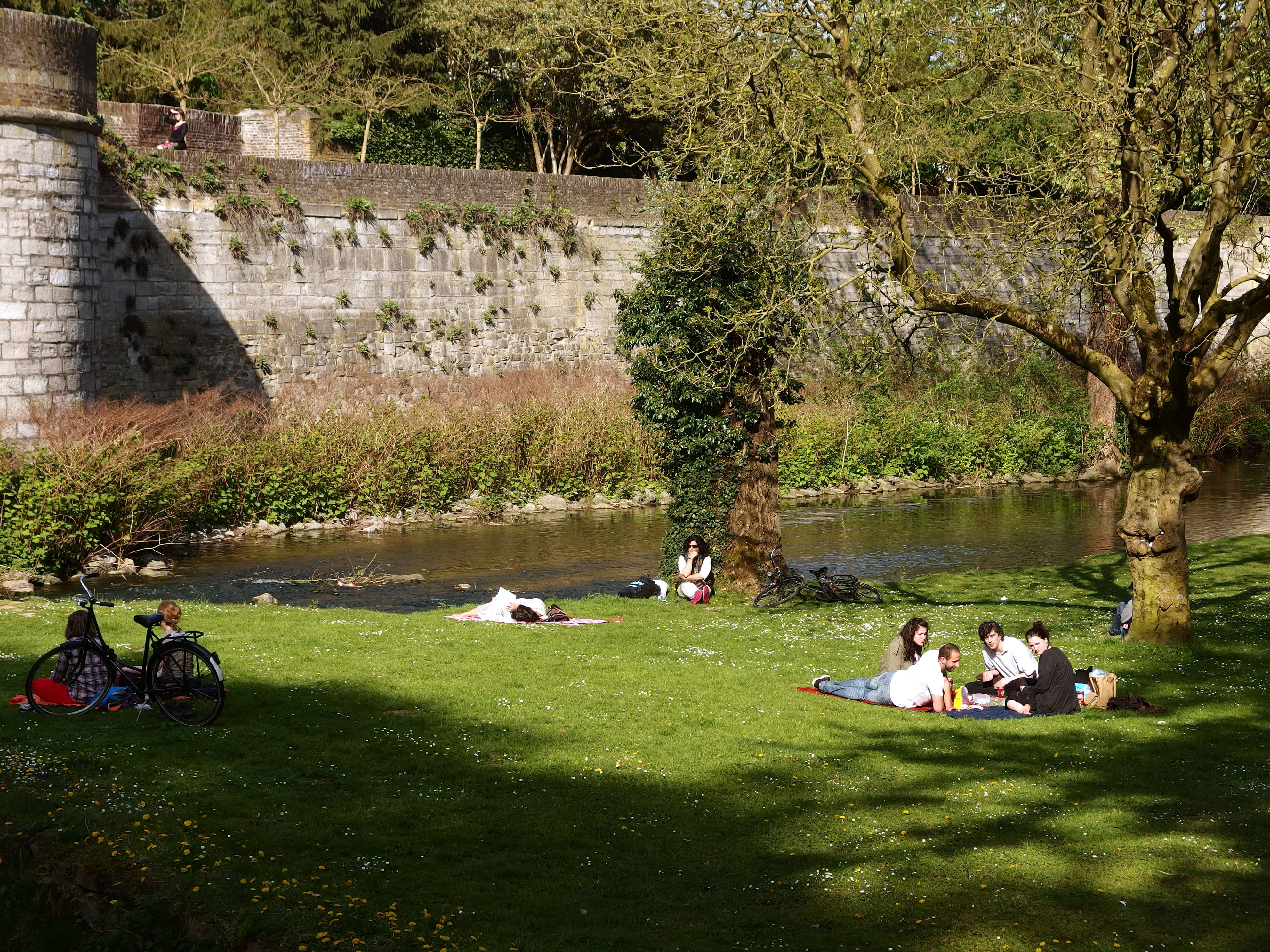
Parkzijde westelijk muurdeel
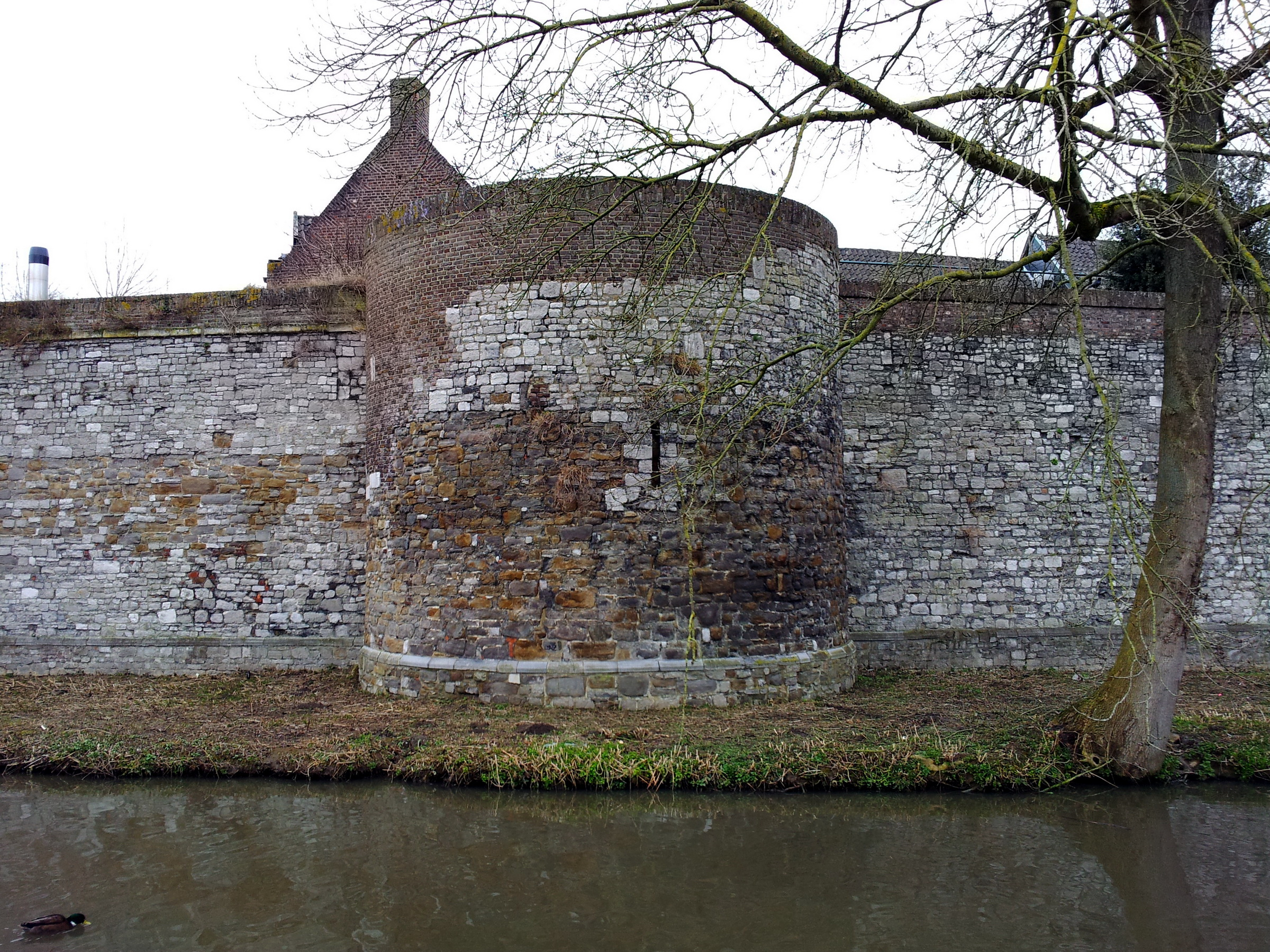
Deels 14e-eeuwse muurtoren
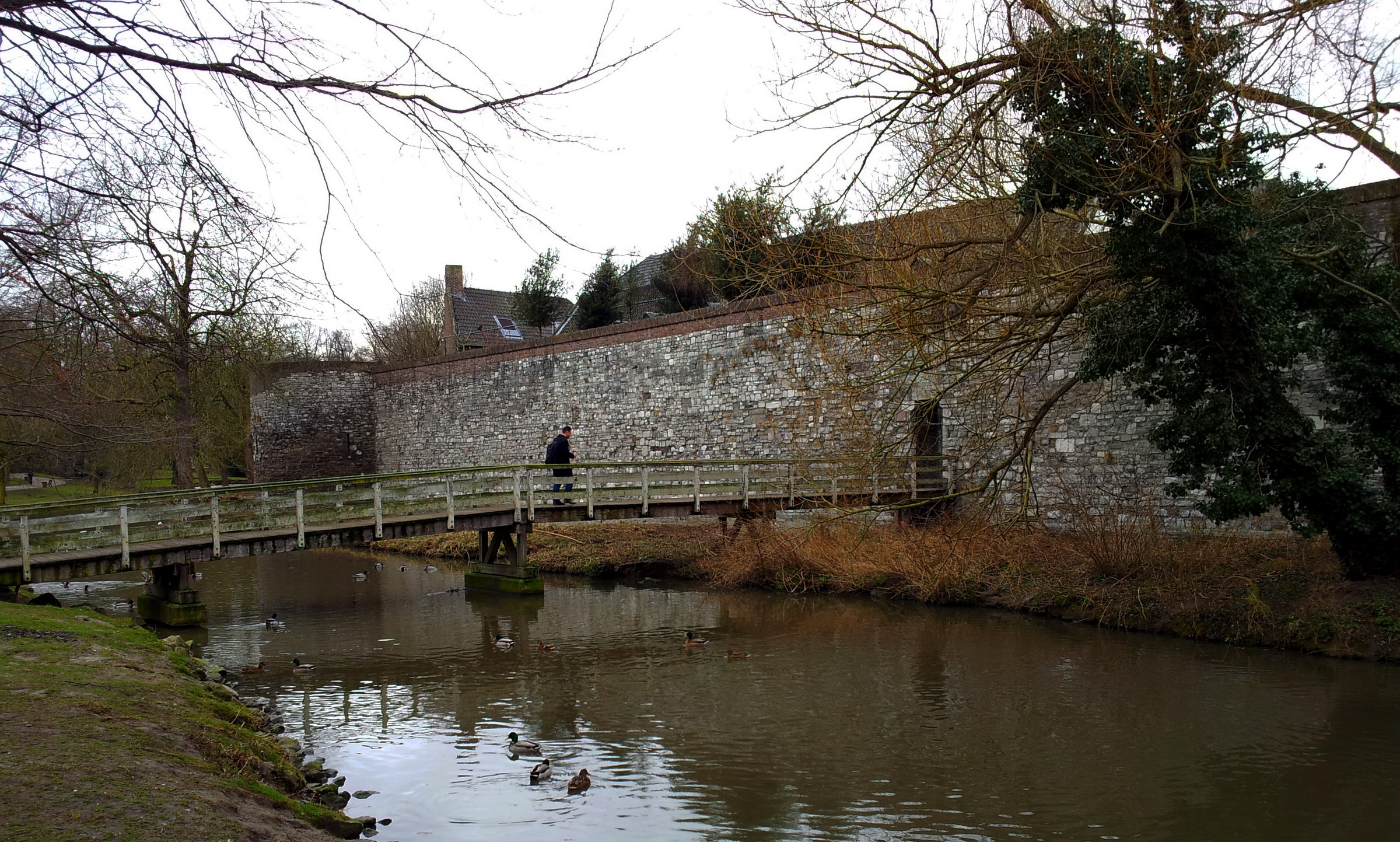
Bruggetje Nieuwenhofpoortje
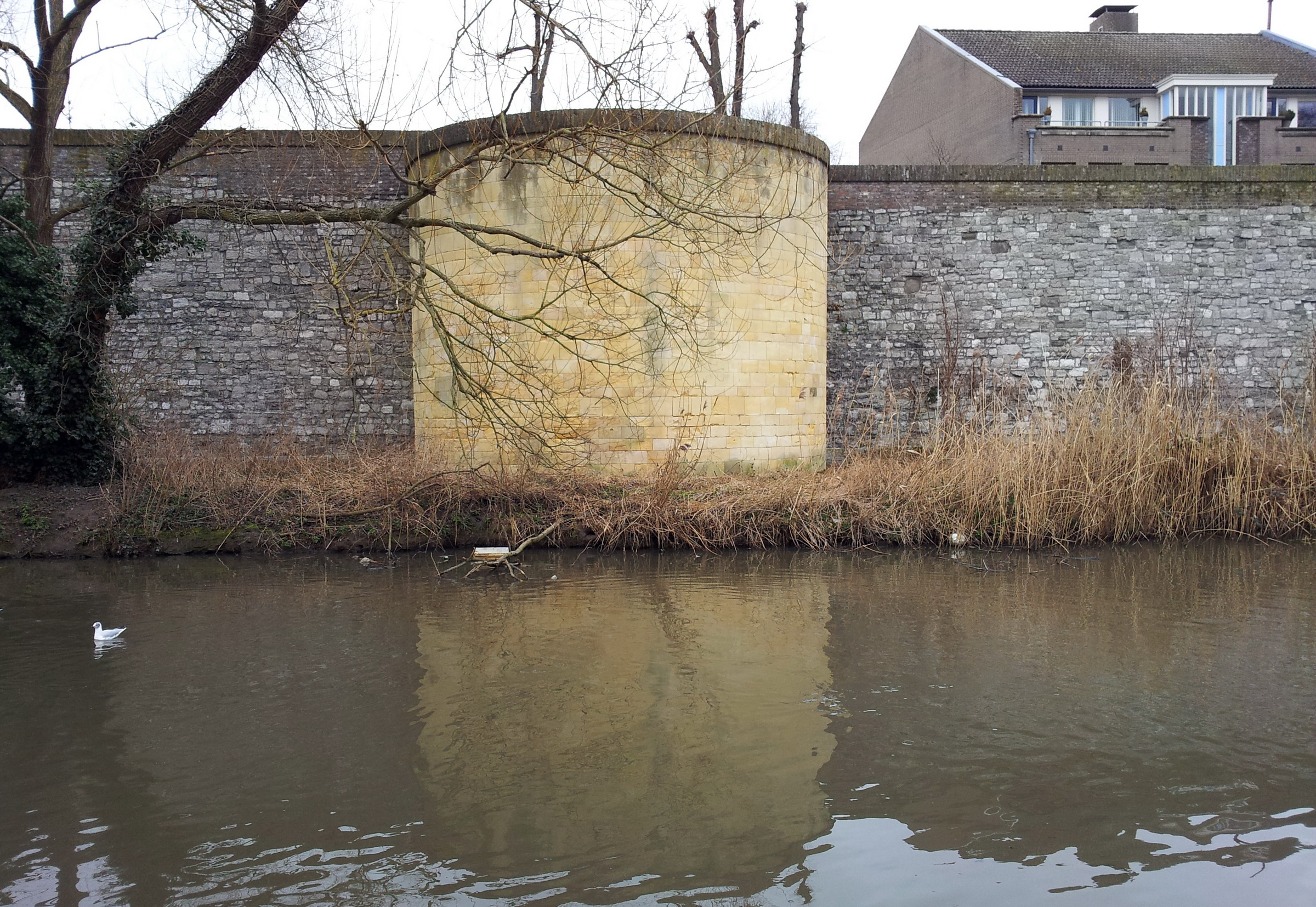
Mergelstenen rondeeltoren

### Stadszijde Nieuwenhofwal

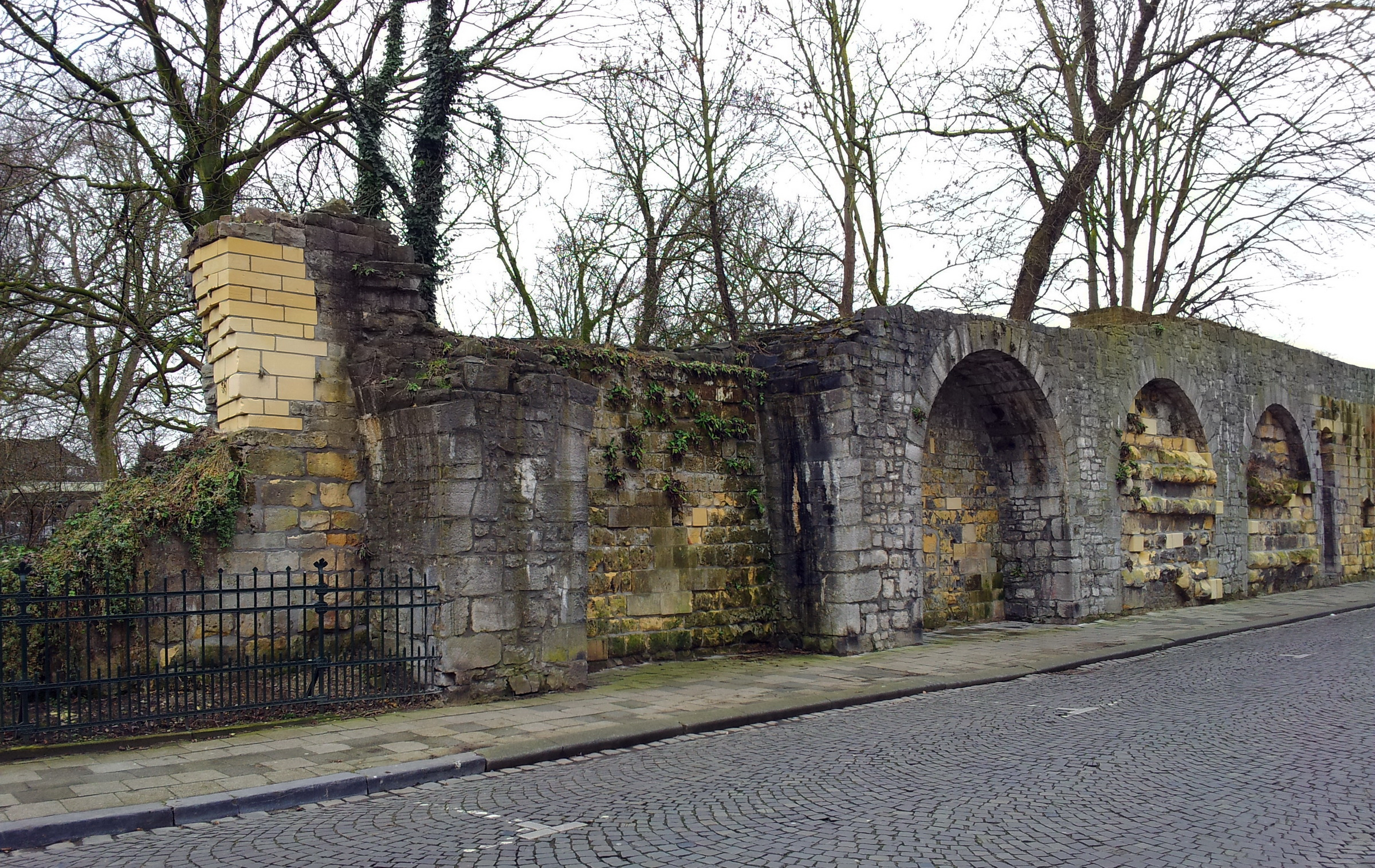
Nieuwenhofstraat en stadszijde muur

Het bewaard gebleven deel van de stadsmuur aan de Nieuwenhofstraat bestaat uit 17 muurbogen, die wellicht al in de 15e eeuw zijn opgevuld met ruwe blokken mergstelsteen. Bij de restauratie van 1909 zijn deze blokken bij de twee oostelijke bogen verwijderd. Tussen de vierde en vijfde boog bevindt zich de afgedichte platte zijde van het ingestorte oostelijke rondeel. In de mergelwand bevindt zich een toegemetseld poortje en een nis. Eenzelfde afgedichte rondeelwand met poortje bevindt zich tussen de 14e en 15e boog. Bij de 17e boog bevindt zich de trap naar de weergang en het Nieuwenhofpoortje.
De muur zet zich voort in de tuin van de Nieuwenhof. Hier is de ca. 8 m brede aarden wal nog aanwezig, waardoor de muurbogen en eventueel aanwezige poternes hier niet zichtbaar zijn. De aarden wal wordt door een bakstenen muur met steunberen versterkt.

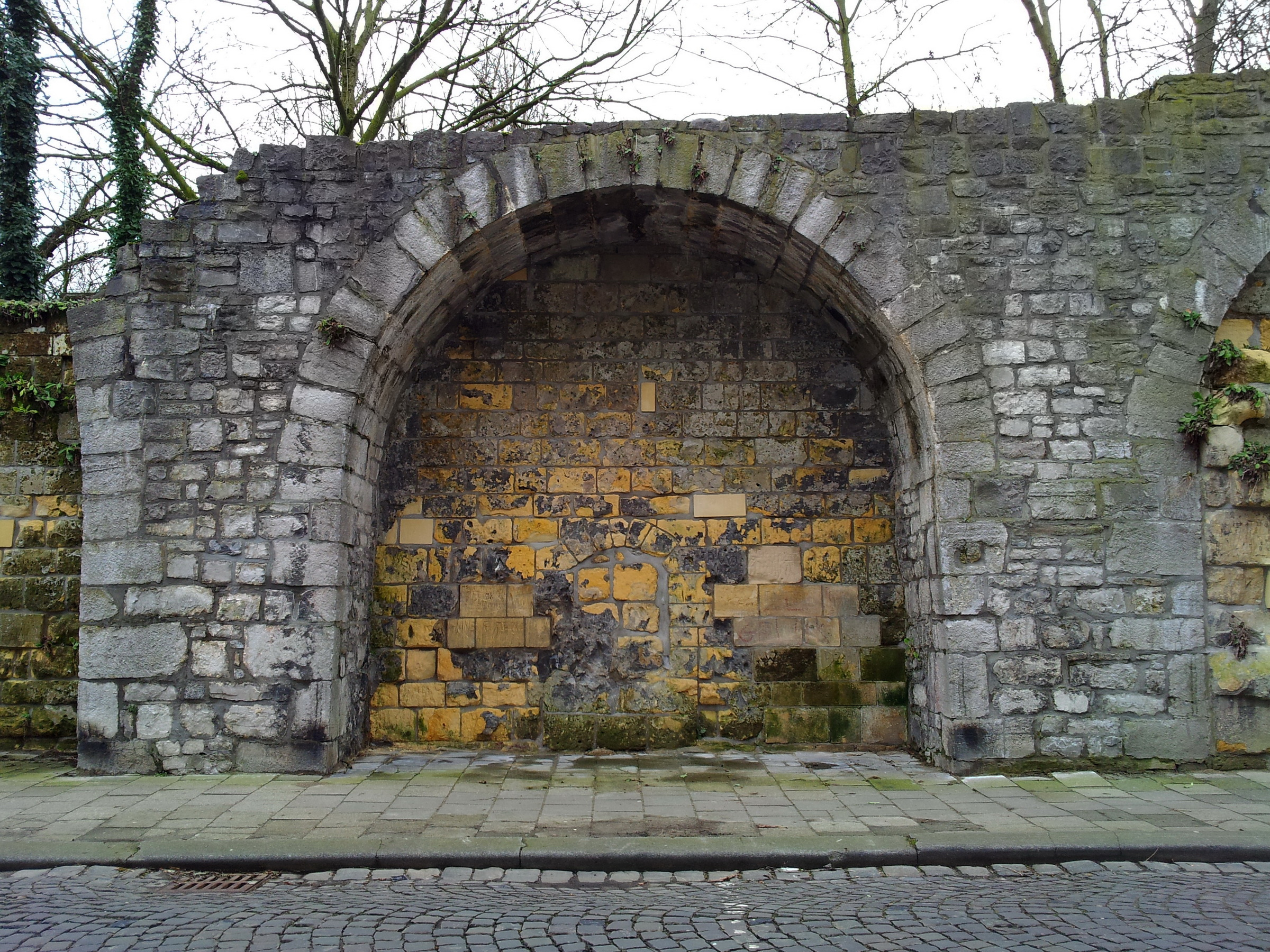
Open muurboog
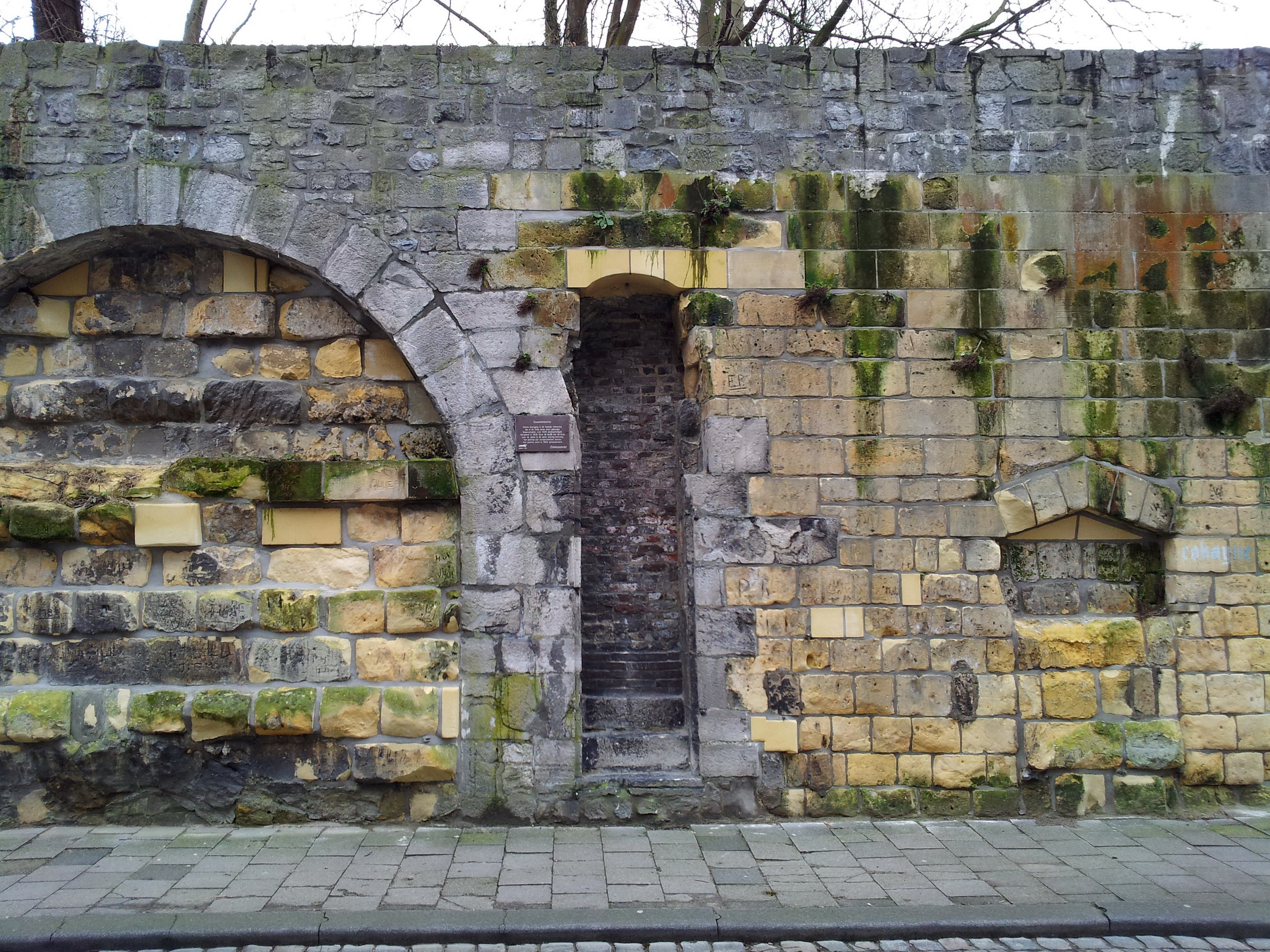
Muurboog en rondeelpoortje
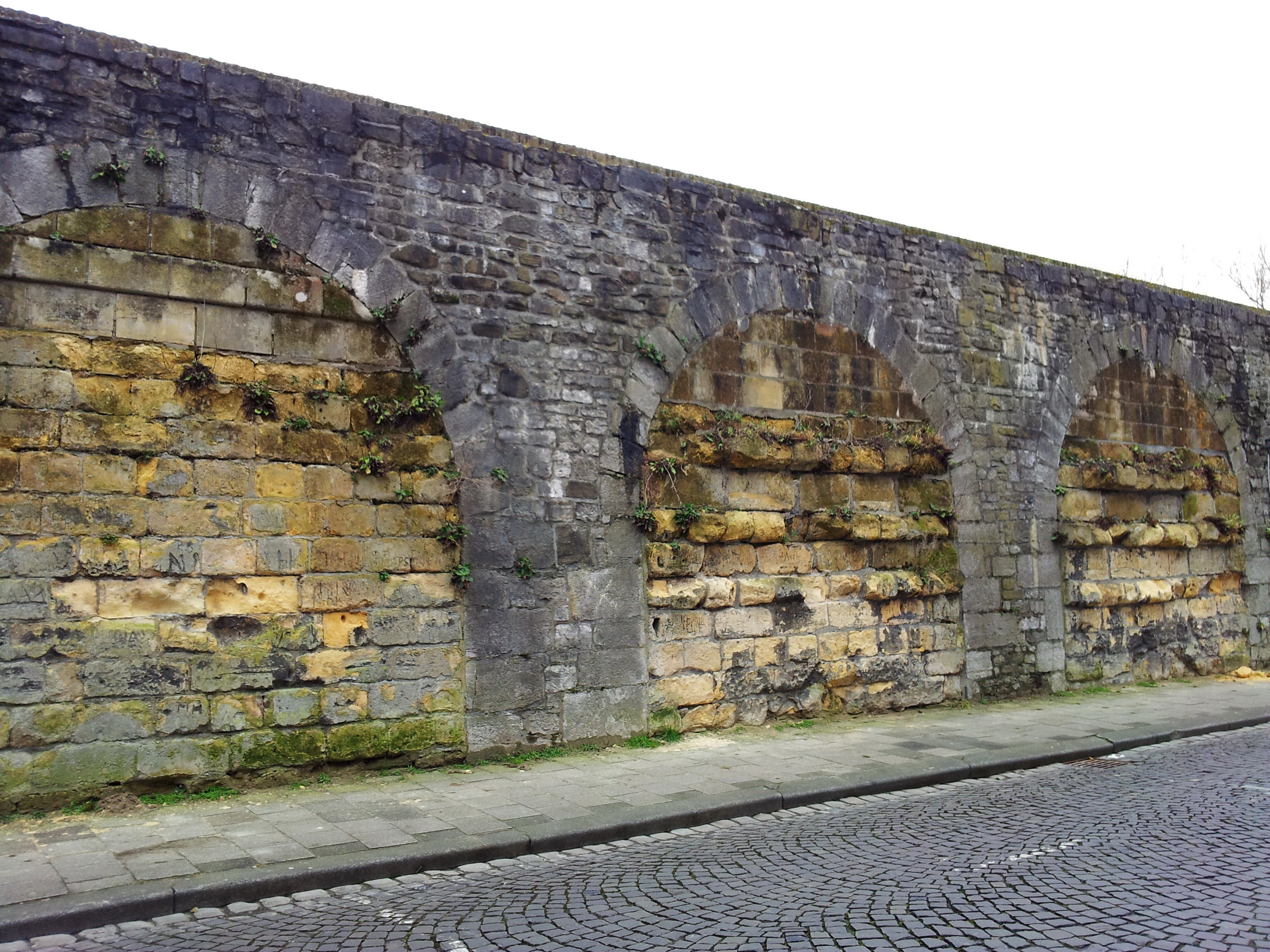
Dichtgemetselde muurbogen
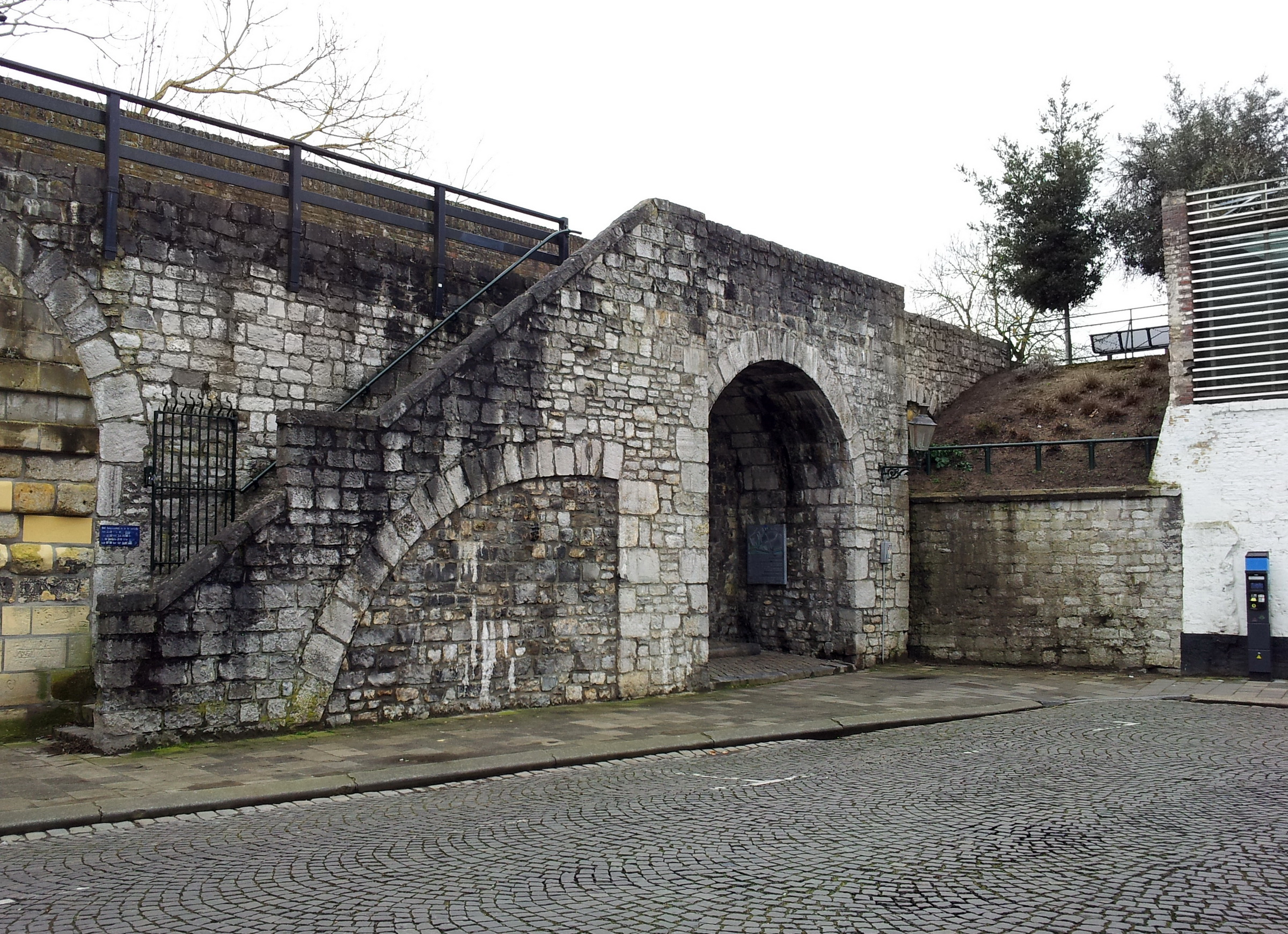
Trap en Nieuwenhofpoortje

### Weergang Nieuwenhofwal
Naast het Nieuwenhofpoortje bevindt zich een hardstenen trap met 22 treden, die naar de weergang op de stadsmuur leidt. In oostelijke richting is slechts een klein deel van de muur toegankelijk, tot aan het mergelstenen rondeel, alwaar een antiek kanon is opgesteld. In westelijke richting kan men doorlopen tot aan de Tongersekat. De weergang en de aarden wal langs het Nieuwenhofklooster hebben hier een parkachtige inrichting.

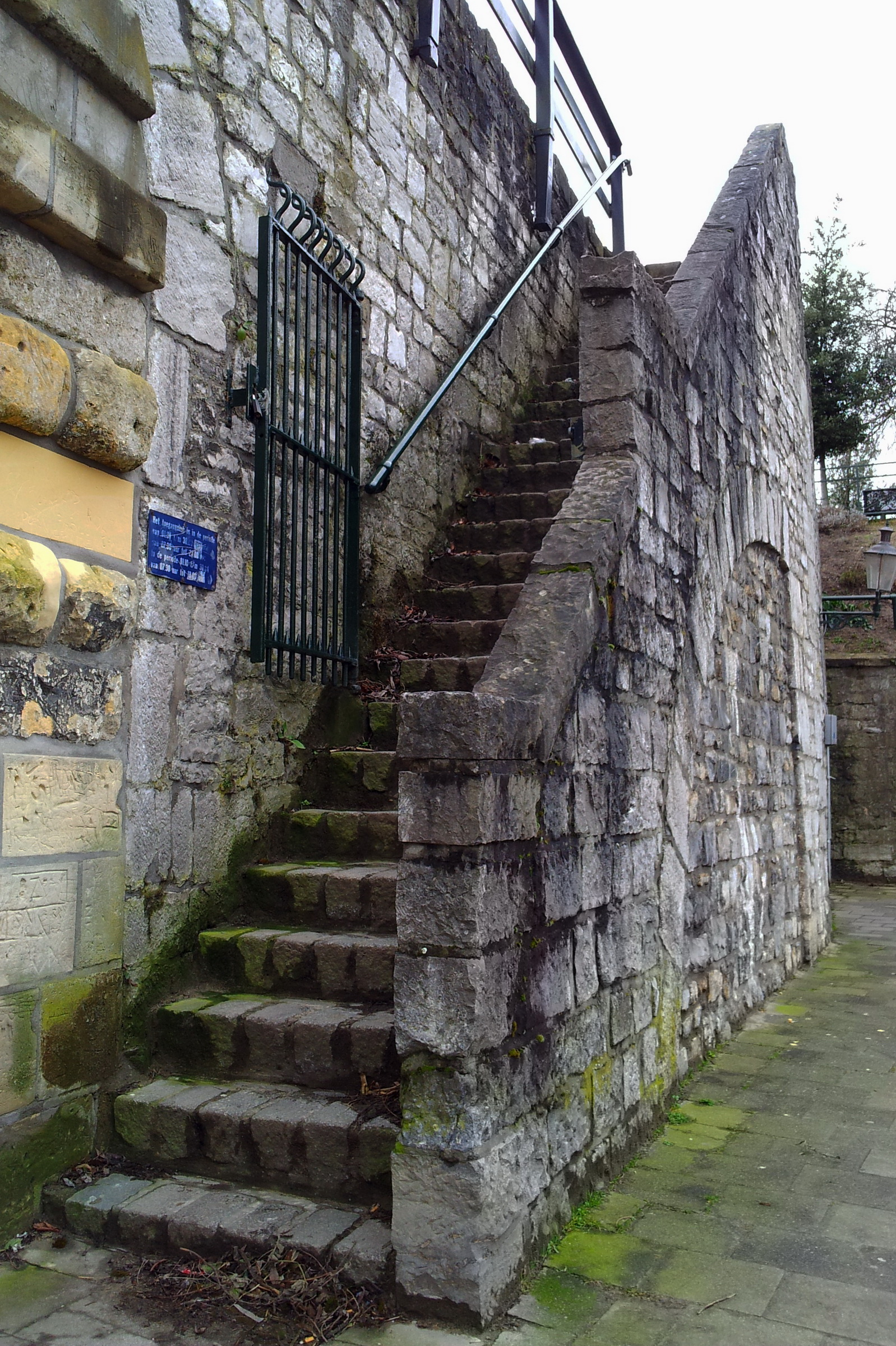
Trap naar weergang
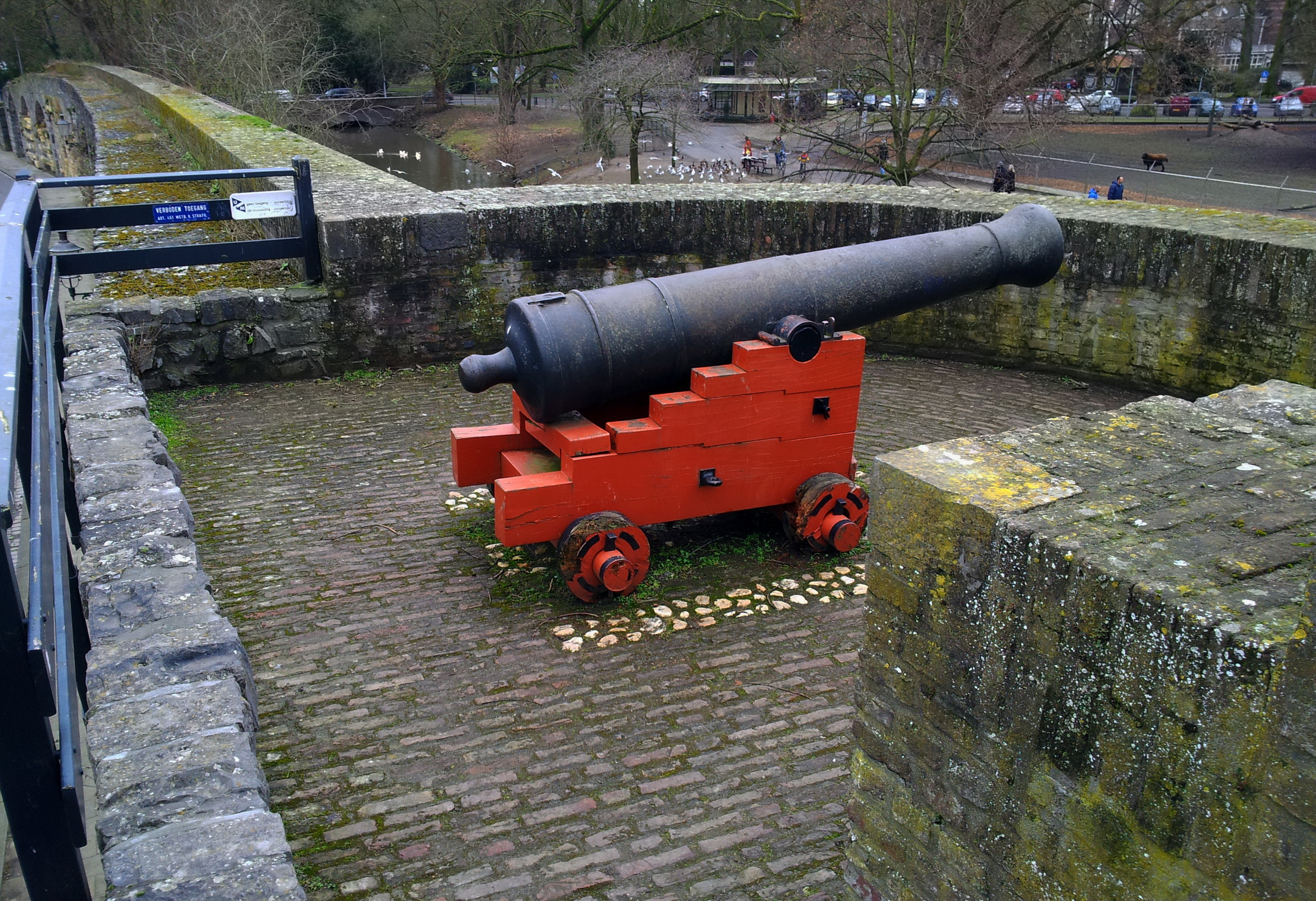
Oostelijk rondeel met kanon
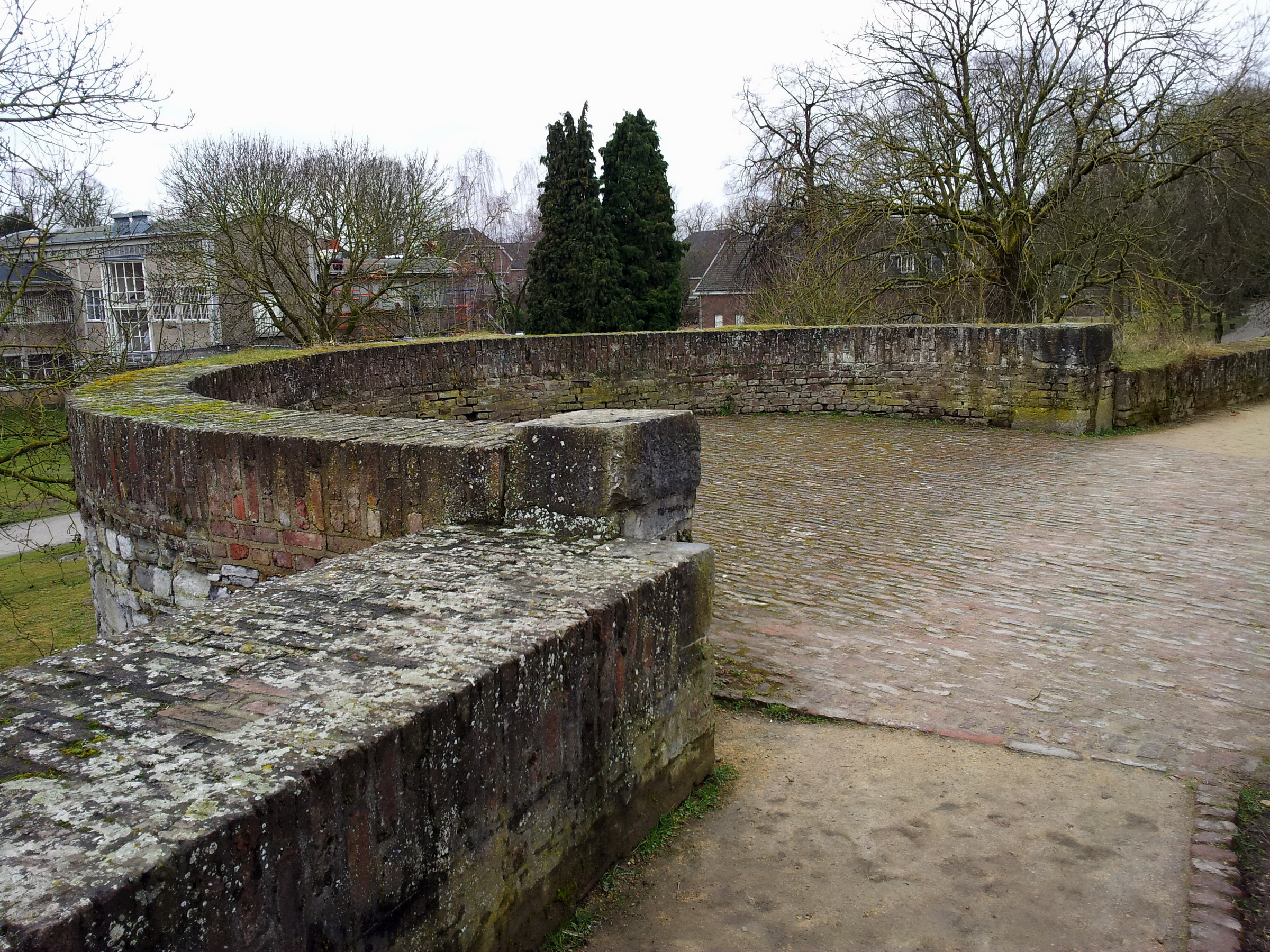
Middelste rondeeltoren
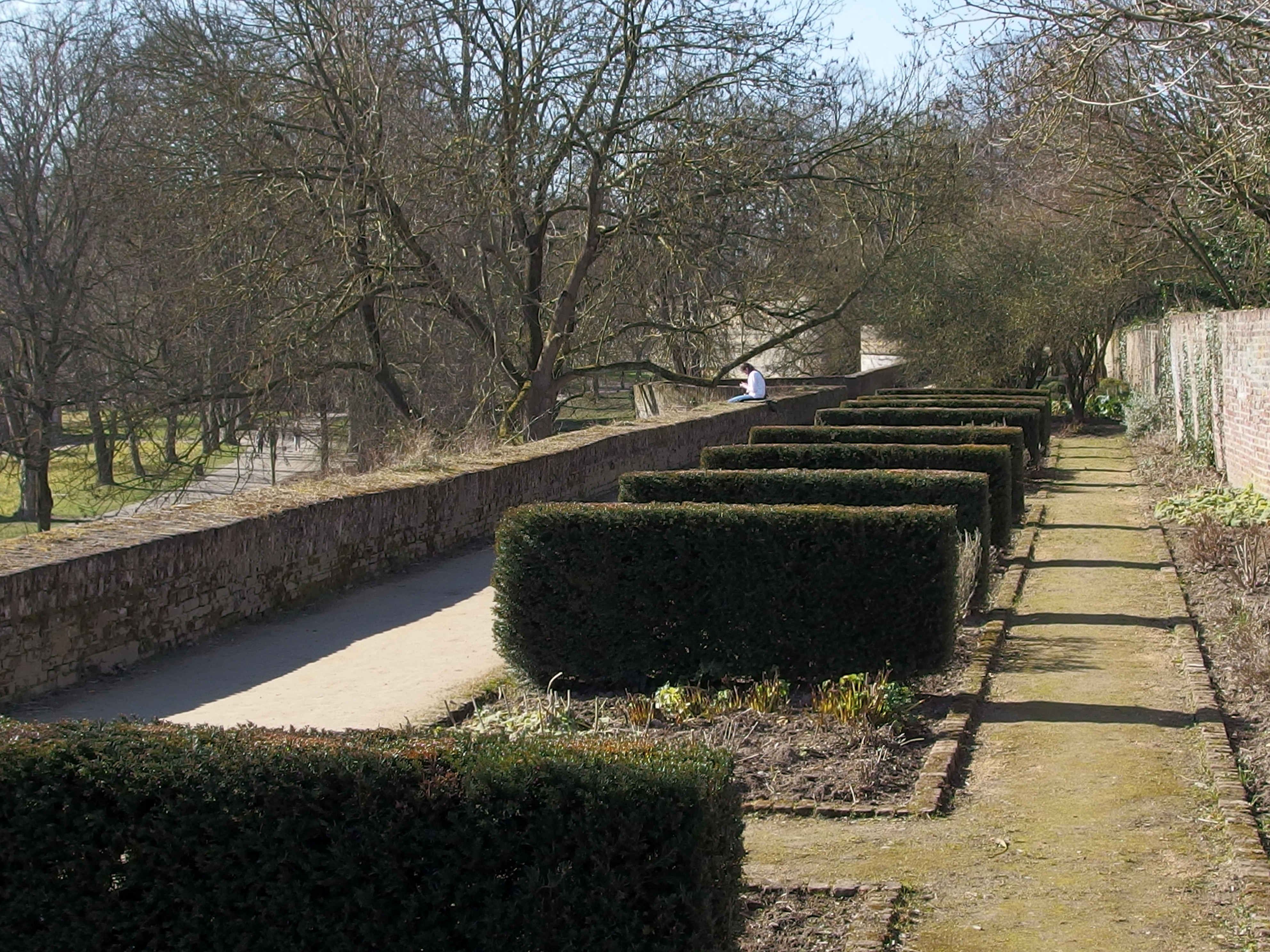
Parkaanleg op weergang